# Рятамацька сільська рада
Рятама́цька сільська рада (рос. Рятамакский сельский совет) — муніципальне утворення у складі Єрмекеєвського району Башкортостану, Росія. Адміністративний центр та єдиний населений пункт — село Рятамак.

## Населення
Населення — 699 осіб (2019, 776 в 2010, 824 в 2002).